# Joannes Stadius
Pour les articles homonymes, voir Stadius.
Joannes Stadius ou Johannes Stadius, en flamand Jan Van Ostaeyen, en français Jean Stade, né à Loenhout dans la province d'Anvers le 1er mai 1527 et mort à Paris le 31 octobre 1579, est un mathématicien, astronome, astrologue et historien flamand.

## Biographie
Il fit ses études à l'école latine de Brecht, puis à l'université de Louvain, où il eut pour professeur Gemma Frisius. Il séjourna à plusieurs reprises à Anvers et à Bruxelles, où il fit de nombreuses observations astronomiques. En 1554, il se serait rendu à Turin, où il aurait fréquenté la cour du duc de Savoie. En 1556, il entra dans la cour de Robert van Bergen, prince-évêque de Liège. Après plusieurs voyages à Cologne, où parurent plusieurs éditions de ses éphémérides, il fut nommé en 1565 professeur de mathématiques et d'histoire ancienne à l'université de Louvain, poste qu'il occupa pendant quatre ans et auquel lui succéda Juste Lipse. Il fit encore d'autres voyages avant d'être appelé en 1576 par Henri III à Paris, où il fut l'un des successeurs de Ramus à la chaire de mathématiques du Collège royal. Ce fut à Paris qu'il mourut trois ans plus tard à l'âge de 52 ans.
Joannes Stadius se fit connaître surtout pour ses Éphémérides, dans lesquels il poursuivait le travail de correction et d'amélioration des Tables alphonsines entrepris par de nombreux mathématiciens et astronomes de son temps. À la fois astronomiques et astrologiques, ces tables servaient aussi bien à renseigner les savants sur le mouvement des astres qu'à prédire les périodes de fécondité et de stérilité des sols et à se prémunir contre les maladies ou les tempètes pouvant survenir à tel ou tel moment de l'année. L'une des éditions de ses Éphémérides contient une traduction de l’Iatromathematicum, traditionnellement attribué à Hermès Trismégiste, où sont exposés les causes et les traitements des maladies gouvernées par l'influence de la Lune dans chacun des douze signes du zodiaque. Outre ses éphémérides, Stadius composa pendant son séjour à Louvain un commentaire sur l’Abrégé d'histoire romaine de Publius Annius Florus, paru pour la première fois en 1579.
Le cratère Stadius sur la Lune porte son nom.

## Publications
Cette liste n'indique que les volumes parus du vivant de Stadius, avec les mentions des catalogues suivants : BL (British Library), BnF (Bibliothèque nationale de France, LOC (Library of Congress).

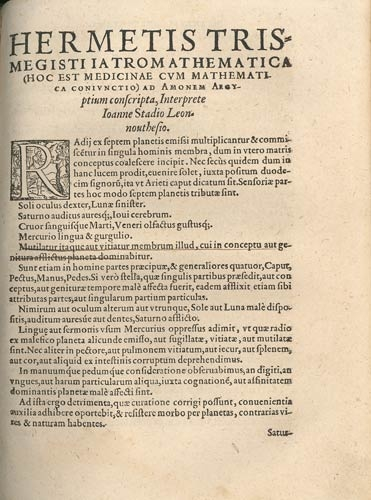
Iatromathematica.
Attribué à Hermès Trismégiste et traduit en latin par Joannes Stadius.

- Ephemeris J. Stadii, anni 1554-1557, Venise, 1553-1556 [BL]
- Ephemerides novae et exactae Joannis Stadii, ab anno 1554 ad annum 1570, avec une Epistola de Gemma Frisius et le Hermetis Trismegisti Iatromathematicum traduit par Joannes Stadius, héritiers A. Birckmanni, Cologne, 1556 [BnF] [BL].
- Ephemerides novae et auctae Joannis Stadii, ab anno 1554 ad annum 1561, héritiers A. Birckmanni, Cologne, 1560 [BnF].
- Tabulae Bergenses aequabilis et adparentis motus orbium coelestium, per Joannem Stadium, quae decem canonibus ad omnium seculorum memoriam planetarum et siderum vera loca, ante Christum et retro, cum observationum historiis congruentia suppeditant, item de fixis stellis commentarius, quo perpetua loca illarum demonstrantur, et ortus et occasus earundem ad quodlibet clima, tum ex iisdem calamitatis, sterilitatis, valetudinis anniversariae, et geniturarum praenotiones minime aberrantes, edocentur, héritiers A. Birckmanni, Cologne, 1560 [BnF]
- L. Iulii Flori De gestis Romanorum, historiarum Lib. IIII : et seorsum in eos Commentarius Ioannis Stadii, histori[a]e & matheseos Louanij professoris primi in quo obscura in lucem proferuntur, obmissa, supplentur, inuersa restituuntur, breuiter denique quidquid in Romana historia dignum est obseruatione, annotatur, vnà cum variarum lectionum & castigationum rationibus, Ioannem Gymnicum, Cologne, 1579 [LOC]

## Sources biographiques
- Steven Vanden Broecke, The Limits of Influence: Pico, Louvain, and the Crisis of Renaissance Astrology, Brill Academic Publications, Leiden, 2003, p. 191-192.
- Arbre généalogique (nl) Site internet consulté le 22 mars 2008